# 中華人民共和国旅券
中華人民共和国旅券（ちゅうかじんみんきょうわこくりょけん、中: 中华人民共和国护照、英: Chinese Passport）は、中国のパスポートである。
2024年現在、中国のパスポートを所持した中国国民は88の国と地域に査証なしもしくは到着時の査証取得（アライバルビザ）で入国することが可能である。これは全世界で63番目となっている。

## 種類
2007年に施行された中華人民共和国旅券法の第3条、第4条、第5条、第8条では、中国本土で発行されるパスポートの種類を以下の3種類としている。
- 普通旅券（普通护照）は、他国への居住、親戚訪問、勉学、就労、旅行、ビジネス活動など、非公式な目的で海外に行く予定の国民に発行される。公安部出入国管理局、中華人民共和国の在外公館、または外務省から許可を受けた在外公館で発行される。
- 外交官用パスポート（外交护照）は、外交官、領事、その配偶者や未成年の子供、および外交官のクーリエに発行される。外交部(MFA)が発行せる。
- サービスパスポート（公务护照）は、中国政府から派遣され、中国の在外公館、国連やその特別委員会、その他の国際機関で働く職員と、その配偶者や未成年の子供に発行される。このパスポートは、MFA、中華人民共和国の在外公館、MFAが許可したその他の在外公館、またはMFAが許可した省、自治区、中央政府直轄市および区に分割された都市の政府傘下の外事局によって発行される。
- サービス・パスポートの特別なバリエーションである公務用パスポート（中国語：公务普通护照; 日本語：普通サービス・パスポート）は、県や国有企業の「部門または同等の部門を率いる」公務員、および国有企業の従業員に発行される。[3]
- 同法第9条では、「外交パスポートおよびサービスパスポートの発行範囲、発行措置、有効期間、サービスパスポートの具体的なカテゴリーは、外務省が定める」とされている。

普通旅券は「私事用」（因私护照）の旅券とされ、就航旅券(公事用を含む)と外交旅券は「公事用」（因公护照）の旅券とされている。
マカオと香港の特別行政区のパスポートは、それぞれの地域の政府によって発行され、規制されているため、この法律の対象外となっている。
2011年7月、中国政府は生体認証付き外交パスポート、サービスパスポート、公務用パスポートの発行を開始した。

## フォーマット
中国の通常のパスポートの現行版は生体認証を採用しており（バイオメトリック・パスポート）、それまでの「様式97-2」に取って代わったが、同パスポートは今でも中露国境の一部の都市で中国からロシアへの個人・グループ観光用に発行されている。ただし、使用可能なのは出入国1回限りであり、有効期間はわずか3か月である。現行のパスポートは2012年5月から発行されており、ページ数は48ページである。

### バイオメトリック・パスポート

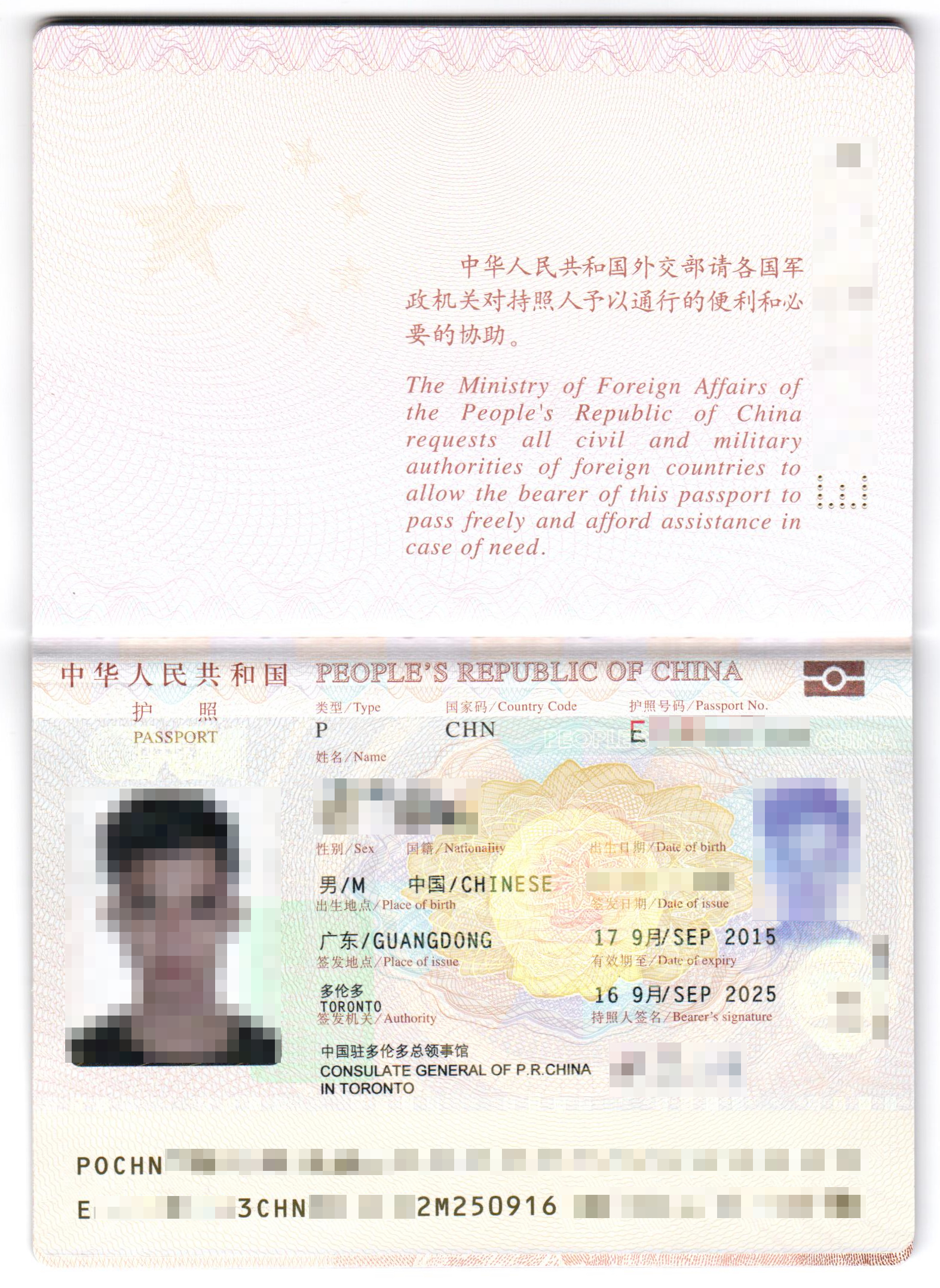
身分事項ページ

身分事項ページには、バイオメトリック・パスポートのシンボルマークがホログラム印刷されている。また、「様式97-2」では名前が姓と名で2段に分かれて記載されていたのが、フルネームで1段で記載されるようになった。裏表紙の裏側には、個人情報を保存する電子チップが装着されている。
身分事項ページの記載事項は以下の通り。
- パスポートコード（P）
- 国コード(CHN)
- パスポート番号（E########） - パスポートの種類を示す1文字（E = e-passport）と、それに続く8桁の数字で構成されている。2017年4月時点で、1億人以上の普通の生体認証パスポートが発行され、パスポート番号を使い切ってしまった。そこで、2桁目を数字ではなくアルファベット（I、Oを除く）とすることで、発行数増に対応した。この新しいパスポート番号はEA0000001から始まった[5]。
- 名前（上が漢字、下がピンイン転写、姓と名はピンインのみでコンマで区切られている）
- 性別（男／女）
- 国籍（中国）
- 生年月日（DD.MMM.YYYY）
- 出生地（省はローマ字表記、海外で生まれた場合は国コードと国名の中国語表記）
- 写真（横：33mm、縦：48mm、頭頂部（髪の毛まで）：31.5mm、写真上部から髪の毛までの距離。5mm)
- 発行年月日（DD.MMM.YYYY）
- 発行場所（都道府県、海外で発行された場合は外交・領事機関のある都市）
- 有効期限（DD.MMM.YYYY、月はアラビア数字に変換される）
- 権限（"中華人民共和国国家移民管理局"と"National Immigration Administration, PRC"または中国の外交・領事機関の正式名称、2019年3月以前に中国本土で発行する場合は"公安部出入境管理局"と"MPS Exit & Entry Administration"とすることができる。[6]
- 持参者の署名
- 機械読取コード